# 広島県道286号中大迫清田線
広島県道286号中大迫清田線（ひろしまけんどう286ごう なかおおさこせいだせん）は、広島県呉市を通る一般県道である。

## 概要
呉市倉橋町から呉市音戸町先奥3丁目に至る。

### 路線データ
- 起点：呉市倉橋町（大迫港付近）
- 終点：呉市音戸町先奥3丁目（国道487号交点）
- 総延長：約15.3 km

## 歴史
- 1972年（昭和47年）11月24日 - 広島県告示第983号により認定される。
- 2005年（平成17年）3月20日 - 安芸郡音戸町・倉橋町が呉市に編入されたことに伴い、全区間が呉市域を通る路線になる。
- 2006年（平成18年）2月13日 - 呉市倉橋町脇田 - 呉市倉橋町長谷間の通行不能区間（1.9 km）が開通し、認定から33年3ヶ月にしてようやく全線開通する。

## 地理
呉市立倉橋東中学校西側付近から広島県道35号音戸倉橋線に出られる呉市道赤石線がある。

### 通過する自治体
- 呉市

### 交差する道路
| 交差する道路 | 交差する場所    | 交差する場所 |
| ------------ | --------------- | ------------ |
| 呉市道赤石線 | 倉橋町          |              |
| 国道487号    | 音戸町先奥3丁目 | 終点         |

### 沿線
- 大迫港
- 呉市立倉橋東中学校
- 袋の内港